# (5473) Yamanashi
(5473) Yamanashi es un asteroide perteneciente al cinturón de asteroides descubierto el 5 de noviembre de 1988 por Yoshio Kushida y el también astrónomo Osamu Muramatsu desde el Yatsugatake-Kobuchizawa Observatory, Japón.

## Designación y nombre
Designado provisionalmente como 1988 VR. Fue nombrado Yamanashi por la prefectura en la que se encuentran el Observatorio de la Base Sur Yatsugatake y muchos otros observatorios astronómicos aficionados. Esta prefectura se encuentra en el centro de Japón, a unos 150 km al oeste de Tokio y es famosa por el monte Fuji y los cinco lagos de la montaña. Esta prefectura promueve la protección del medio ambiente.

## Características orbitales
Yamanashi está situado a una distancia media del Sol de 2,383 ua, pudiendo alejarse hasta 2,771 ua y acercarse hasta 1,995 ua. Su excentricidad es 0,162 y la inclinación orbital 7,957 grados. Emplea 1344,21 días en completar una órbita alrededor del Sol.

## Características físicas
La magnitud absoluta de Yamanashi es 13,1. Tiene 5,2 km de diámetro y su albedo se estima en 0,313. 